# Nils Snoilsky
Nils Snoilsky, född den 7 juli 1792, död den 1 februari 1860 i Stockholm, var en svensk greve, jurist och ämbetsman. Han var sonson till Johan Snoilsky och tvillingbror med Fredrik Snoilsky.
Efter avslutade studier vid Uppsala universitet inträdde Snoilsky kort efter statsvälvningen 1809 på ämbetsmannabanan som extraordinarie kanslist i Justitierevisionsexpeditionen och extraordinarie notarie i Svea hovrätt. Han befordrades till kopist vid Svea hovrätts expedition 1811 och erhöll häradshövdings fullmakt 1816 samt blev kanslist i Justitierevisionsexpeditionen 1818.
År 1819 blev Snoilsky antagen till förste riddarhuskanslist och befordrades till protokollssekreterare i kungens kansli 1821. Han befordrades till assessor i Svea hovrätt 1823 och tre år senare till ordförande i Nedre borgrätten. Under utövningen av detta ämbete, som han bibehöll till 1836, var han under en tid tillförordnad landshövding i Örebro län (1831) och tillförordnad justitiekansler (1835).
Då hans befattning som ordförande i Borgrätten avvecklades utnämndes han 1836 till justitieråd och innehade detta ämbete till 1857 då han på egen begäran erhöll avsked. Under sin nära femtioåriga tjänstemannabana hade han inom det kungliga hovet avancerat till hovmarskalk.
Nils Snoilsky var son till krigsrådet Gustaf Adolf Snoilsky. Han var gift med friherrinnan Sigrid Fredrica Juliana Banér (1813–1856) och hade med henne sonen Carl Snoilsky, känd skald och överbibliotekarie.